# George Lynch (Basketballspieler)
George DeWitt Lynch III (* 3. September 1970 in Roanoke) ist ein ehemaliger US-amerikanischer Basketballspieler.

## Werdegang
Lynch kam als Frühchen zur Welt und verbrachte mehr als einen Monat in einem Brutkasten.

### Spieler
Lynch spielte als Jugendlicher Basketball erst an der Patrick Henry High School in Roanoke und dann an der ebenfalls im US-Bundesstaat Virginia gelegenen Flint Hill School. Mit der University of North Carolina gewann er 1993 den NCAA-Meistertitel und amtierte in der Saison 1992/93 gemeinsam mit dem Deutschen Henrik Rödl als Mannschaftskapitän. Lynch setzte sich mit 1097 Rebounds in der Bestenliste der University of North Carolina auf den zweiten und mit 241 Ballgewinnen auf den ersten Platz. Nach Lynch, der während seiner vier Spieljahre in NCAA im Mittel 12,5 Punkte je Begegnung erzielte, aber insbesondere Stärken in der Abwehr hatte, wurde später an der University of North Carolina die Auszeichnung für den besten Verteidigungsspieler des Jahres benannt.
1991 gewann Lynch als Mitglied der Studentenauswahl der Vereinigten Staaten Gold bei der Universiade in Sheffield.
Als Berufsbasketballspieler war Lynch von 1993 bis 2005 in der NBA beschäftigt. Seine beste Zeit hatte er, als er bei den Philadelphia 76ers unter Vertrag stand, bei der überwiegenden Mehrheit seiner Einsätze der Anfangsaufstellung angehörte und regelmäßig mehr als 30 Minuten je Begegnung spielte. 2001 stand er mit Philadelphia in der NBA-Endspielserie.

### Trainer
Ab 2005 war Lynch als Fitnesstrainer tätig. In der Saison 2006/07 übernahm er bei der Basketballmannschaft der Southern Methodist University Manageraufgaben, zusätzlich rief er 2006 in Dallas eine Jugendbasketballmannschaft ins Leben. Von 2010 bis 2012 war Lynch Konditionstrainer der Basketballmannschaft der University of California, Irvine. 2012 ging er an die Southern Methodist University zurück, war dort bis 2015 als Konditionstrainer tätig und hatte an derselben Hochschule danach bis 2017 die Leitung des Bereichs Spielerentwicklung inne.
Im Spieljahr 2017/18 war Lynch Assistenztrainer der Mannschaft Grand Rapid Drive in der NBA-G-League, von 2018 bis 2020 hatte er bei der Clark Atlanta University das Amt des Cheftrainers inne. 2022 wurde Lynch bei Fernsehübertragungen der NBA-Mannschaft Charlotte Hornets als Kommentator tätig.